# Village-Neuf-observatoriet
Village-Neuf-observatoriet är ett observatorium i Village-Neuf, Frankrike.
Minor Planet Center listar observatoriet som Village-Neuf och som upptäckare av 2 asteroider.

## Lista över upptäckta mindre planeter och asteroider
| 15037 Chassagne   | 22 november 1998 |
| (184500) 2005 PR5 | 8 augusti 2005   |